# Rub al-Chali

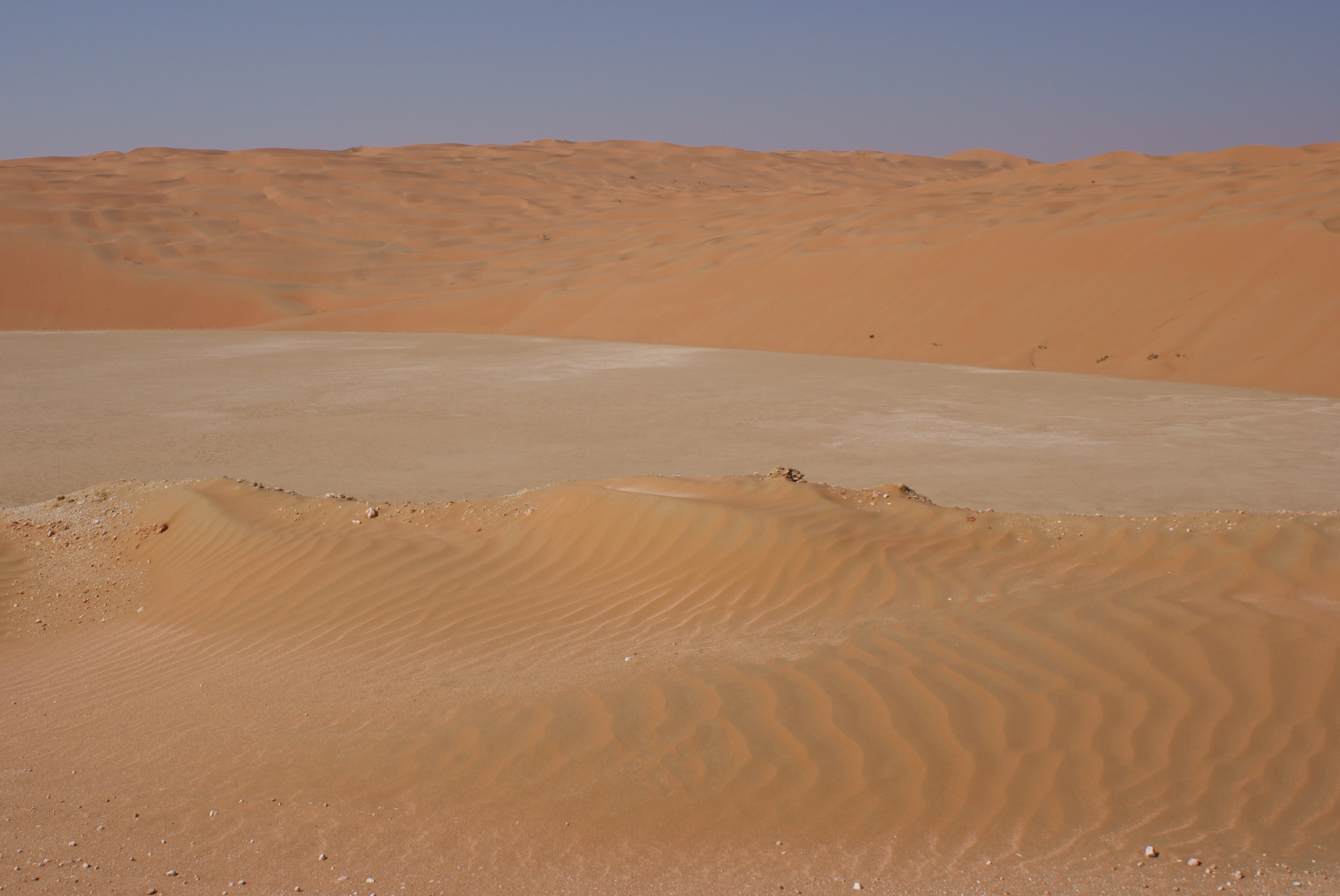
Die typischen Schotterebenen und Sanddünen wechseln sich in der Rub al-Chali ab

Die Rub al-Chali (arabisch الربع الخالي ar-Rubʿ al-Chali, DMG ar-Rubʿ al-Ḫālī ‚Leeres Viertel‘, englische Transkription auch Rub al-Khali) ist die größte Sandwüste der Erde. Die fast menschenleere Wüste bedeckt das südliche Drittel der Arabischen Halbinsel. Sie ist – ähnlich der Sahara durch den Passatwind bedingt – eine Wendekreiswüste.

## Geographie
Sie erstreckt sich mit einer Fläche von 680.000 Quadratkilometern von Nadschd im Norden, wo sich die Wüste Nefud anschließt, bis nach Hadramaut im Jemen im Süden und bis in die Vereinigten Arabischen Emirate im Nordosten. Im Süden wird die Rub al-Chali durch die Gebiete, die wie die Region Dhofar (Oman) unter dem Einfluss des Monsuns stehen, klimatisch begrenzt.
Die Wüste besteht weitestgehend aus Sanddünen, die bis zu 300 Meter hoch sein können. Sie erstrecken sich über eine Fläche von über 500.000 km². Viele der auf der arabischen Halbinsel entstehenden Trockenflüsse (Wadis) versickern in der trockenen Rub al-Chali.
Im Norden der Wüste befindet sich die große Liwa-Oase, von wo aus eine Stichstraße zur Moreeb-Düne führt. Aufgrund ihres sehr steilen Anstiegswinkels von rund 50 Grad wird sie bevorzugt für wüstenspezifischen Motorsport genutzt.
Im Osten liegen die Wabar-Krater, drei durch Meteorite verursachte Einschlagkrater mit Durchmessern von elf bis 116 Metern.

## Erforschung
Die erste Expedition durch die Rub al-Chali gelang dem Briten Bertram Thomas 1930–1931 auf einer relativ einfachen Route. Im Jahr 1932 folgte ihm sein Landsmann St. John Philby und durchquerte den westlichen Teil der Wüste auf seiner 3000 Kilometer langen Tour. Eine komplette Durchquerung gelang erst 1946 dem als Exzentriker geltenden britischen Entdecker Wilfred Thesiger.
Vom 25. Februar bis 9. März 2006 führte die staatliche Organisation „Saudi Geological Survey“ (SGS) eine aufwändige Forschungsreise in der Wüste durch.
Von Anfang November bis Ende Dezember 2023 gelang einem österreichisch-deutschen Expeditionsteam eine Südwest – Nordost Durchquerung durch das gesamte Gebiet der Rub-al-Chali auf Saudi-Arabischer Seite.
Die Expedition, deren Route vom Österreicher Thomas Brandl-Ruttner geplant wurde, bestand aus einem Team von acht Spezialisten in den Bereichen Navigation, Logistik, Technik sowie Geo-Archäologie. Zu den weiteren Teilnehmern zählten Stefanie Lehner, Aneta Heigl, Luise Ruttner, Tom Bresenhuber, Christian Heigl und Felix Ruttner. Begleitet wurde das Vorhaben von dem Geoarchäologen Rudolf Dellmour, der die wissenschaftliche Dokumentation verantwortete.
Auf einer 1500 km langen Strecke durch teilweise unerforschtes Gebiet, wurden neue geologische sowie archäologische wissenschaftliche Erkenntnisse gesammelt und dokumentiert.
Im Bereich der Paläosee-Forschung wurden Orte, die bis dato nur auf Satellitenbildern untersucht wurden, nun tatsächlich im Feld exploriert. Die Mission mit dem Namen „Spuren im Leeren Viertel“ gilt als eine der aktuellsten belegten Durchquerungen.

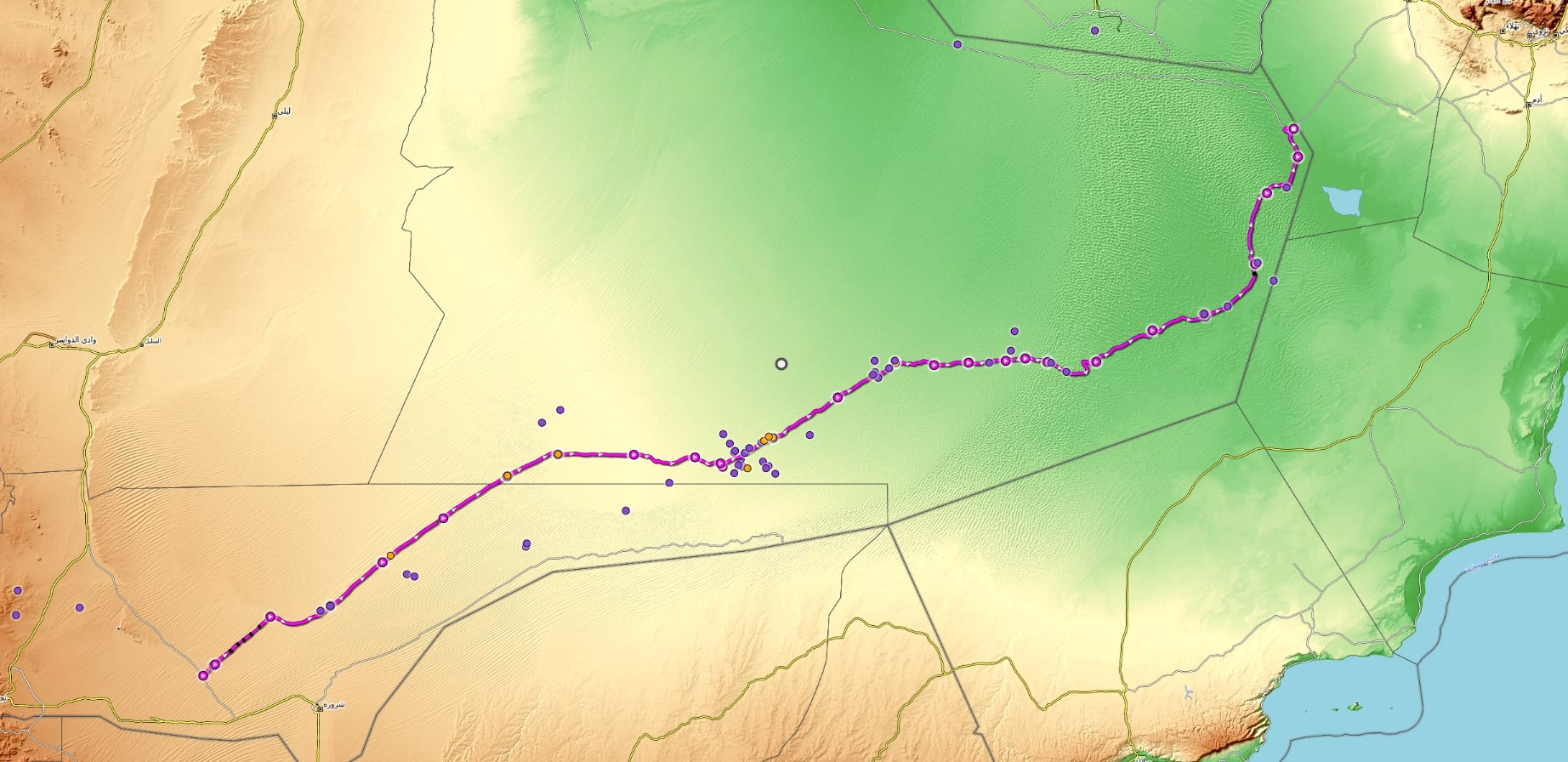
Route der Expedition „Spuren im Leeren Viertel“

## Klima und Vegetation
Die Niederschlagsmengen betragen 40 bis 100 mm pro Jahr, weshalb die Wüste als hyperarid klassifiziert wird. Die Temperaturen der Wendekreiswüste können bis zu 60 °C erreichen. Trotz einer beträchtlichen Abkühlung fallen die Werte in der Nacht selten unter 25 °C, gelegentlich wird jedoch in der Nacht auch der Gefrierpunkt erreicht. Die Luftfeuchtigkeit ist ganzjährig gering und beträgt im Sommer oft nur 20 %. Trotz der harten Bedingungen stellt die Sandwüste ein eigenes Ökosystem dar. So können in der gesamten Wüste Spinnen, Nagetiere und einige, wenn auch wenige, Pflanzenarten angetroffen werden.
Das Wildreservat 'Uruq Bani Ma’arid in Saudi-Arabien mit einer Größe von 12.765 Quadratkilometern wurde 2023 zum UNESCO-Weltnaturerbe ernannt, da es ein wichtiger Lebensraum für zahlreiche Tier- und Pflanzenarten ist.

## Menschen
Die Rub al-Chali ist größtenteils unerforscht, von der Fernerkundung aus dem Weltraum mittels Satelliten abgesehen. Sie ist bis heute eines der unzugänglichsten Gebiete der Erde. Auch die Beduinen meiden die Wüste und betreiben nur an den Wüstenrändern ihre Weidewirtschaft mit Kamelen.
Bis 300 nach Christus zogen Weihrauch-Karawanen durch die Wüste. Die Desertifikation nahm in den letzten Jahrtausenden zu, machte diese Handelsreisen unmöglich und ließ die einst reiche Handelsstadt Ubar im Sand versinken.

## Rub al-Chali in der Belletristik
Im letzten Kapitel des Romans Das Buch von Eden von Kai Meyer bahnen sich die Protagonisten im Jahre 1258 den Weg in einem abgelegenen Teil der Rub al-Chali auf der Suche nach dem „Garten Gottes“.
Michael Roes verknüpft in seinem Roman Rub’ al-Khali / Leeres Viertel das Tagebuch eines Anthropologen, der sich mit der Erforschung traditioneller Kinderspiele und Tänze im Jemen befasst mit dem eines Jemenreisenden aus dem frühen neunzehnten Jahrhundert.
Katherine Webb schildert in ihrem Roman Das Versprechen der Wüste die Erst-Durchquerung des „leeren Viertels“ durch eine abenteuerlustige Engländerin am Anfang des 20. Jahrhunderts.

Panorama der Rub al-Chali

Matt Ruff schildert in seinem alternativen Geschichtsroman The Mirage, wie eines der 4 von der „Christlichen Weltallianz“ entführten Flugzeuge nach einem Kampf mit einigen Passagieren im Gebiet des Rub al-Chali abstürzt.

## Film
- Atlantis der Wüste. Das Geheimnis der Oasen der Rub al-Khali. Reportage, Deutschland, 2011, 42:30 Min., Buch und Regie: Marc Eberle, Produktion: CineCentrum, ZDF, Reihe: Humboldts Erben, Erstsendung: 9. März 2003 bei 3sat, Inhaltsangabe von 3sat.
- Der 2021 erschienene Film Dune, erster Teil der Verfilmung der Buchreihe Dune von Frank Herbert wurde in der Rub al-Chali gedreht. Drehorte fanden sich hier im Emirat Abu Dhabi.